# Laußnitz
Laußnitz är en kommun och ort i Landkreis Bautzen i förbundslandet Sachsen i Tyskland. Kommunen har cirka 1 800 invånare.
Kommunen ingår i förvaltningsområdet Königsbrück tillsammans med kommunerna Königsbrück och Neukirch.